# Zahrebellea, Romnî
Zahrebellea (în ucraineană Загребелля) este un sat în comuna Plavînîșce din raionul Romnî, regiunea Sumî, Ucraina.

## Demografie
Componența lingvistică a localității Zahrebellea
     Ucraineană (100%)
Conform recensământului din 2001, toată populația localității Zahrebellea era vorbitoare de ucraineană (100%).